# Дом Сарептского евангелического общества
Дом Сарептского евангелического общества (Сарептское подворье) — историческое здание в Москве, построенное в конце XVIII века. Объект культурного наследия федерального значения. Расположен на Спартаковской улице, дом 11, строение 1 (фактически фасад выходит на Елоховский проезд).

## История
Дом построен на участке, которым в 1770-х — начале 1780-х гг. владел университетский преподаватель Ф. Ф. Гелтергов. Постройка дома относится к 1780-м гг. В конце XVIII — конце XIX века дом принадлежал Сарептскому евангелическому обществу — религиозной организации гернгутеров, базировавшихся в Сарепте-на-Волге. В доме помещались в том числе и лавки.

## Архитектура
Двухэтажный дом представляет собой типичный пример городского дома времени раннего классицизма. Дом расположен по красной линии улицы. Основной объём дома близок к кубическому. Фасадные стены небогато декорированы лопатками и филёнками. Средняя оконная ось фасада оформлена рустом, находящаяся на ней междуэтажная филёнка более нарядно украшена, над ней имеется небольшой фронтон и сложный карниз. Дом возведён на больших сводчатых подвалах. Оба этажа дома одинаковой высоты, в нём не выделены парадные помещения. Произведено частичное изменение внутренней исторической планировки.